# Regatul Italiei (1861-1946)
Regatul Italiei (italiană: Regno d'Italia) a fost un stat format în 1861 prin unificarea Italiei, sub influența Regatului Sardiniei; a existat până în 1946, când italienii au optat pentru o constituție republicană. Regatul a fost primul stat italian care a inclus întreaga Peninsulă Italică, de la căderea Imperiului Roman.
În timpul regimului Partidului Național Fascist, sub conducerea dictatorului Benito Mussolini (1922-1943), regatul a fost deseori numit de naționaliști și fasciști „Noul Imperiu Roman” (italiană : Nuovo Impero Romano, latină : Novum Imperium Romanum), dar această denumire nu a fost folosită la nivel oficial. Numele folosit de obicei de istorici pentru a se referi la Regatul Italiei în timpul lui Mussolini este „Italia fascistă”. În timpul fascismului, regatul s-a aliat cu Germania nazistă în al doilea război mondial, până în 1943. În cei doi ani rămași din conflict, regatul a trecut de partea Aliaților, după ce Mussolini a fost înlăturat din funcția de prim ministru, și partidul fascist a fost scos în afara legii. Statul rezidual fascist care a continuat să lupte împotriva Aliaților a fost un stat-marionetă al Germaniei naziste, Republica Socială Italiană, în continuare condusă de Mussolini și de fanaticii fasciști din nordul Italiei. La scurt timp după război, nemulțumirea civilă a dus la referendumul din 1946, privind rămânerea Italiei ca monarhie sau trecerea la republică. Italienii s-au decis să formeze Republica Italiană, forma actuală de guvernământ a Italiei.

## Teritoriul
Regatul Italiei a ocupat teritoriul Italiei din zilele noastre. Creșterea teritorială a regatului a fost urmate a procesului de unificare națională, care s-a încheiat în 1870. Unele regiuni, precum Trieste sau Trentino-Alto Adige, care sunt parte a Italiei din zilele noastre, au fost unite cu Italia de-abia în 1919. După semnarea tratatelor de la  Versailles și St Germain, Italia a anexat Gorizia, Trieste și Istria (azi parte a Croației și Sloveniei) și câteva regiuni care fac acum parte din Croația (o parte a Dalmației). În timpul celui de-al doilea război mondial, Regatul Italiei a cucerit noi teritorii în Slovenia și în Dalmația. După încheierea conflictului mondial, au fost stabilite granițele italiene din zilele noastre, iar Italia a renunțat la orice pretenție teritorială.
Regatul Italiei a controlat o serie de colonii, protectorate și state marionetă precum Eritreea, Somalia, Libia, Etiopia (ocupată în 1936, reocupată de britanici în al doilea război mondial), Albania, Grecia (ocupată în al doilea război mondial), Croația (stat marionetă a Italiei și Germaniei în al doilea război mondial), Kosovo (provincie sârbească ocupată în al doilea război mondial), Muntenegru (ocupat în al doilea război mondial), ca și o mică suprafață de 46 ha în China la Tianjin.

## Forma de guvernământ
Din punct de vedere legal; Regatul Italiei era o monarhie constituțională, deși între 1925 – 1943 a fost o dictatură fascistă. Forța executivă aparținea monarhului, care și-o exercita prin intermediul premierilor numiți. Puterea legislativă aparținea Parlamentului prin cele două camere ale sale: Senatul și Camera deputaților.

## Regii
Regatul Italiei a fost condus de monarhi din Casa de Savoia:
- Victor Emmanuel al II-lea (1861–1878) — fost rege al Sardiniei, unificatorul Italiei.
- Umberto I (1878–1900) — a semnat Tripla Alianță cu Imperiul German și Imperiul Austro-Ungar. A fost asasinat în 1900 de un anarhist.
- Victor Emmanuel al III-lea (1900–1946) — rege al Italiei în timpul celui de-al doilea război mondial și al regimului fascist al lui Benito Mussolini.
- Umberto al II-lea (1946) — Ultimul rege al Italiei. Printr-un referendum, cetățenii italieni s-au pronunțat pentru abrogarea monarhiei și proclamarea republicii.

## Risorgimento: reunificarea Italiei (1860–1870)
Crearea Regatului Italiei a fost opera eforturilor concertate ale naționaliștilor și monarhiștilor loiali Casei de Savoi pentru crearea unui stat care să cuprindă întreaga peninsulă Italică. Ultimul stat care a ocupat în întregime acest teritoriu a fost Imperiul Roman. 

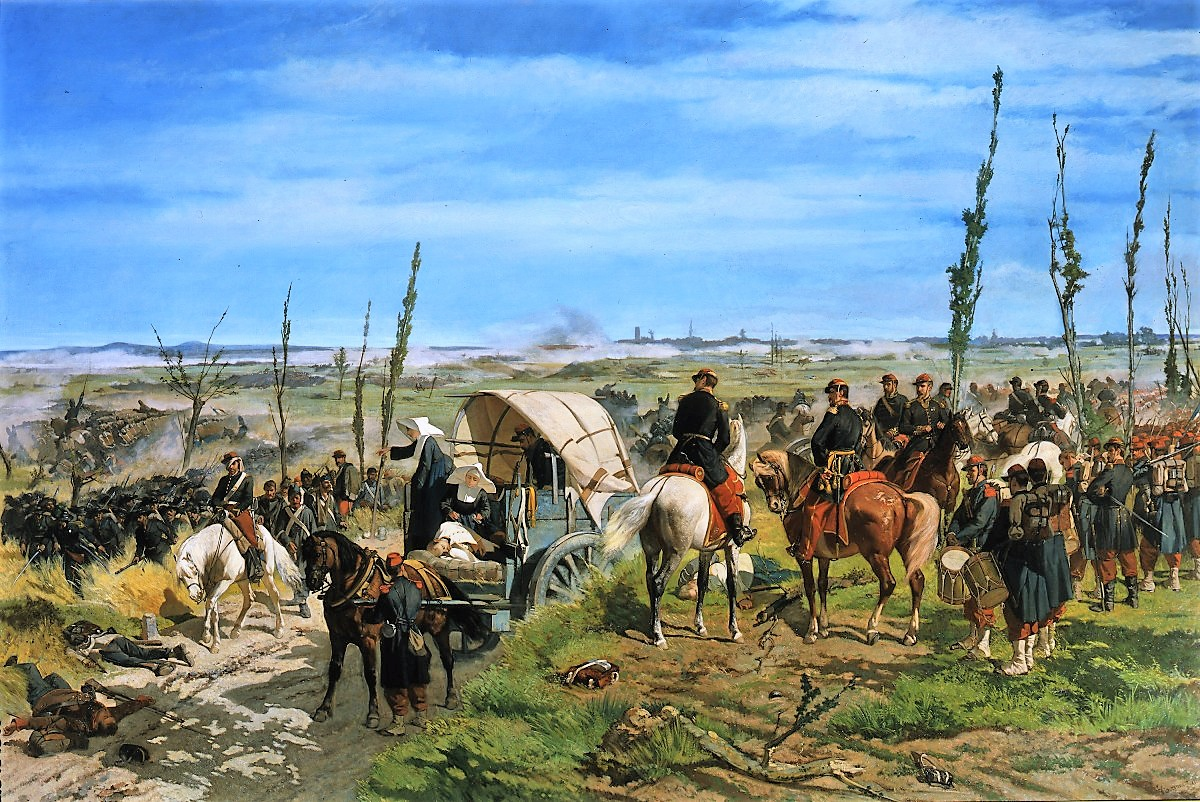
Tabără italiană în timpul bătăliei de la Magenta din 1859 în timpul celui de-al doilea război italian de independență

După Revoluțiile de la 1848, naționalistul Giuseppe Garibaldi a fost liderul indiscutabil al mișcării de unificare a țării. Garibaldi era o personalitate foarte populară în sudul Italiei, având adepți extrem de loiali. Garibaldi a condus lupta republicană pentru unificarea sudului Italiei, dar monarhul al Piemontului din Casa de Savoia, avea de asemenea ambiția de a unifica Italia. Deși Piemontul nu avea nicio legătură fizică cu Roma, (considerată capitala naturală a Italiei), armatele regatului au reușit să înfrângă Austro-Ungaria în timpul celui de-al doilea război italian de independență, eliberând Lombardia. Regatul a stabilit o serie de alianțe care au dus la creșterea șanselor pentru unificarea țării. Astfel, au fost semante alianțe cu Regatul Unit al Marii Britanii și Irlandei și cu Franța în timpul Războiului Crimeii. În 1860, Regatul Sardiniei și Piemontului a fost silit să cedeze Sardinia Franței pentru a preveni deteriorarea relațiilor reciproce.

Camillo Benso, conte di Cavour, primul premier al Italiei și lider din Italia nordică al luptei pentru unificarea țării

Cavour a acționat pentru stoparea eforturilor republicane de unificare ale lui Garibaldi prin organizarea de revolte populare în Statele Papale. El a folosit aceste revolte ca pretext pentru invadarea Statelor Papale, chiar dacă astfel atrăgea mânia catolicilor, cărora le-a dat asigurări că intervenția armată are ca singur scop doar apărarea bisericii catolice de republicanii anticlericali republicani ai lui Garibaldi. Papa Pius al IX-lea a ajuns după încheierea intervenției militare să mai controleze doar un teritoriu restrâns în jurul Romei. În ciuda diferendelor cu Garibaldi, Cavour a fost de acord cu admiterea Italiei sudice în uniunea cu Regatul Sardiniei și Piemontului în 1860, după care premierul a proclamat crearea Regatului Italiei pe 18 februarie 1861. Regele Victor Emmanuel al II-lea al Regatului Piemontului și Sardiniei a fost proclamat Rege al Italiei.

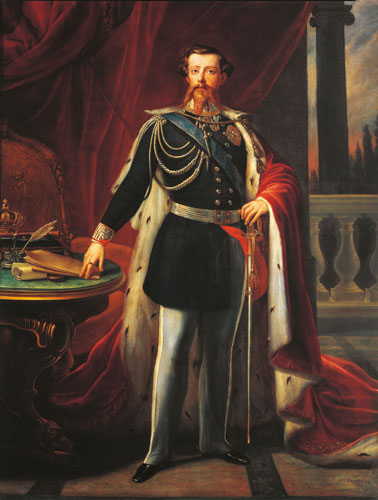
Regele Victor Emmanuel al II-lea, primul rege al Italiei unite

După unificarea celei mai mari părți a Italiei, au izbucnit tensiunile dintre monarhiști și republicani. În aprilie 1861, Garibaldi a intrat în parlamentul italian și l-a acuzat pe Cavour că divizează țara și o împinge spre războiul civil dintre monarhiștii din nord și republicanii din sud. Pe 6 iunie 1861, omul forte al regatului, Cavour, a murit. În perioada de instabilitate politică ce a urmat, Garibaldi și republicanii săi au devenit din ce în ce mai radicali. Doar arestarea lui Garibaldi în 1862 a pus capăt frământărilor politice.

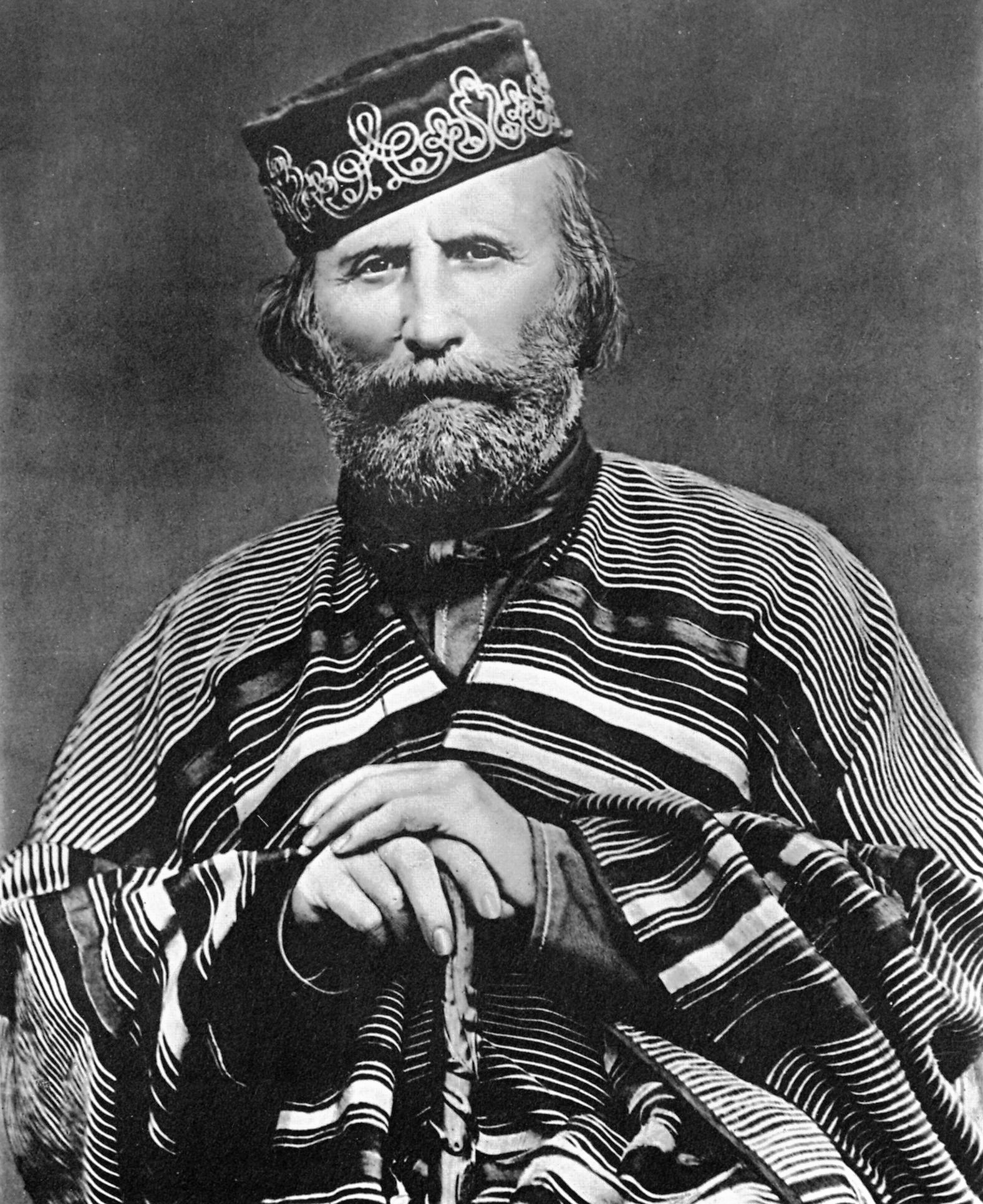
Giuseppe Garibaldi, liderul unificării republicane din sudul Italiei

În 1866, premierul Prusiei Otto von Bismarck i-a oferit regelui Victor Emmanuel al II-lea posibilitatea să se alieze cu Regatul Prusiei în războiul austro-prusac. În schimbul ajutorului dat Prusiei, Bismark promitea că va fi de acord cu anexarea de către Italia a Veneției aflate în acel moment sub controlul Vienei. Regele Emmanuel a fost de acord cu semanrea alianței, fiind astfel declanșat al treilea război italian de independență. În ciuda comportării slabe a armatei italiene în luptă, victoria Prusiei i-a permis Italiei să anexeze Veneția. Ultimul obstacol important în drumul spre unitatea deplină a Italiei rămăsese Roma.
În 1870, Prusia a declanșat războiul franco-prusac. Pentru a reuși să facă față atacului prusac, francezii și-au retras trupele din Roma. Italia a beneficiat din nou de pe urma victoriei Prusiei, reușind să ocupe Statele Papale, aflate până atunci sub protecția Franței. Unificarea Italiei era completă și, la scurtă vreme după acest eveniment, capitala regatului a fost mutată la Roma. Condițiile economice în Italia unită erau proaste:, industria era slab dezvoltată, sistemul de transporturi era subdezvoltat, iar în regiunea Mezzogiorno sărăcia populației era extremă. De asemenea, gradul de analfabetism era ridicat și numai o mică parte a italienilor, adică doar cei bogați, aveau dreptul de vot. Unificarea a fost dependentă de sprijinul unor puteri străine și a rămas dependentă de acest sprijin multă vreme după înfăptuire.
După cucerirea Romei din 1870, relațiile dintre Italia și Sfântul Scaun au rămas încordate pentru următoarele șase decenii, Papa declarându-se „prizonier în Vatican”. Biserica Romano-Catolică a protestat frecvent împotriva acțiunilor guvernului italian, a refuzat să se întâlnească cu reprezentanții regelui și a sfătuit catolicii să nu voteze în alegeri. Relațiile dintre Italia și Vatican nu s-au normalizat decât în 1929.

## Perioada liberală
După unificare, politica italiană s-a orientat spre liberalism. Dreapta politică era fragmentată la nivel regional, iar premierul conservator Marco Minghetti a reușit să se mențină la putere numai emițând legi cu caracter de stânga, precum naționalizarea căilor ferate. În 1876, Minghetti a fost demis și a fost înlocuit cu liberalul Agostino Depretis, care a deschis perioada lungă de guvernare liberală. Această perioadă a fost marcată de corupție și instabilitate guvernamentală, nerezolvarea sărăciei din zona de sud a Italiei și de utilizare a măsurilor de forță pentru impunerea unor hotărâri guvernamentale.
Depretis și-a început mandatul prin inițierea unui experiment politic numit Trasformismo (transformism). Teoria trasformismo era aceea că guvernul trebuie să selecteze o mare varietate de politicieni moderați și capabili, fără să țină seama de orientarea lor politică. În practică însă, trasformismo a fost un sistem corupt și de mână forte, Depretis făcând presiuni directe în provincie pentru alegerea candidaților săi, promițând în schimb concesiuni favorabile după victoria în alegeri. La alegerile din 1876, doar patru reprezentanți ai dreptei au fost aleși, ceea ce a făcut ca formațiunea lui Depretis să domine guvernul. Depretis a luat măsuri dure, precum interzicerea întâlnirilor publice, trimiterea indivizilor „periculoși” în exil intern pe insule penale, șa. Depretis a promovat legi progresiste dar puternic controversate la acea vreme, precum interzicerea arestării datornicilor, gratuitatea și obligativitatea învățământului public și scoaterea în afara materiilor obligatorii de studiu în școlile de stat a religiei.
În 1887, a fost numit în fruntea guvernului italian Francesco Crispi. Noul premier și-a concentrat în domeniul politicii externe. Crispi a depus eforturi pentru transformarea Italiei într-o mare putere mondială, a crescut cheltuielile militare și a fost inițiatorul programului expansionist italian. Pentru a câștiga sprijinul Germaniei, Italia a aderat în 1882 la Tripla Alianță cu Imperiul German și cel Austro-Ungar, pact politic care a rezistat până în 1915. Crispi a continuat atât politica de trasformismo, cât și cea a măsurilor de forța, ajungând până la sugerarea folosirii legii marțiale pentru înfrângerea opoziției. În ciuda politicii sale dure, Crispi a promovat și unele legi de mare importanță pentru țară, precum „Legea sănătății publice” din 1888 și cea a înființării curților de apel.
Atenția specială acordată politicii externe a adus mari prejudicii lumii rurale, care se afla în declin încă din 1873. În parlament, atât forțele radicale, cât și cele conservatoare au făcut interpelări pentru a cere legi care să îmbunătățească situația agriculturii din Italia. Investigațiile începute în 1877 au durat opt ani și au demonstrat că situația agriculturii se agrava, iar moșierii câștigau mari sume de bani de pe pământurile stăpânite dar nu contribuiau cu nimic la dezvoltarea țării. Italienii din zonele rurale pierdeau pământurile comunale în favoarea marilor proprietari funciari. Mulți dintre muncitorii din agricultură nu erau țărani, ci sezonieri angajați pentru perioade sau lucrări specifice. Lipsa unor venituri stabile la sate îi forța pe țărani să trăiască la limita de subzistență, iar bolile și epidemiile făceau numeroase victime.
Guvernul italian nu a fost capabil să rezolve toate acest situații datorită cheltuielilor mari făcute de Depretis în domeniul apărării și politicii externe. În deceniile al optulea și al nouălea al secolului al XIX-lea, viile din Franța au fost distruse de boli, iar Italia a beneficiat din plin de pe urma acestei situații, devenind primul exportator de vin din Europa. Dar după refacerea industriei vinicole franceze din 1888, sudul sărac al Italiei a suferit din cauza supraproducției, ceea ce a dus la șomaj și falimente.

### Colonialismul timpuriu
Guvernul a conceput o serie de proiecte colonialiste. Acestea ar fi trebuit să câștige sprijinul politic al naționaliștilor și imperialiștilor, care doreau reconstituirea Imperiului Roman. Italia avea deja așezări importante în Alexandria, Cairo și Tunis. Pentru început, Italia a încercat să obțină unele colonii prin negocieri cu marile puteri coloniale, tratative care au eșuat. Guvernul de la Roma a trimis misionari care să investigheze teritorii încă libere, care ar fi putut deveni posesiuni italiene. Cele mai promițătoare teritorii se aflau în Africa. Misionarii italieni stabiliseră deja o bază la Massawa (în ceea ce este azi Eritreea) în deceniul al patrulea al secolului al XIX-lea și intraseră adânc în teritoriul etiopian.
Pe 5 februarie 1885, folosindu-se de slăbirea puterii Egiptului, intrat în conflict cu Anglia, Italia a debarcat trupe la Massawa. În 1888, Italia a anexat Massawa și a proclamat colonia Eritreii Italiene.
În 1895, Etiopia condusă de împăratul Menelik al II-lea a denunțat tratatul din 1889 prin care se angaja să se supună politicii externe italiene. Folosindu-se de acest fapt, Italia a invadat Etiopia. Etiopia a primit ajutor militar din parte Imperiului Rus. Ca urmare, Regatul Unit a hotărât să ajute Italia pentru a scădea influența rusească în estul Africii și a declarat că acceptă ca întreaga Etiopie să fie în sfera de interes a Romei.
Armata italiană a fost învinsă de forțele etiopiene și a fost forțată să se retragă în Eritreea. Campania eșuată din Etiopia a fost un fapt foarte stânjenitor pentru Italia. Etiopia a rămas independentă până în 1936, când Italia Fascistă a ocupat țara. Doar trei ani mai târziu, Etiopia a fost eliberată în timpul luptelor din cel de-al doilea război mondial.
În 1911, Italia a declarat război Imperiului Otoman și a invadat Libia. Război s-a încheiat după un an, dar noii stăpâni ai Libiei au inițiat o politică discriminatorie față de localnici, precum deportarea libienilor în Insulele Tremiti. Până în 1912, o treime dintre deportați muriseră din cauza foamei și lipsei de adăpost. Anexarea Libiei a dat un nou avânt mișcării naționaliste italiene, care cerea acum dominația în Mediterana prin ocuparea Greciei și a coastei Adriatice a Dalmației.

### Giovanni Giolitti
În 1892, Giovanni Giolitti a fost numit prim-ministru pentru primul său mandat. Deși primul său mandat s-a încheiat după numai un an, Giolitti a revenit la conducerea Italiei în 1903, rezistând cu mici întreruperi până în 1914. Giolitti era un funcționar public care avansase până la a fi ministru în cabinetele lui Crispi. Giolitti a fost primul premier italian care a rezistat o perioadă lungă de timp în fruntea cabinetului italian, fiind cel care a perfecționat conceptul politic trasformismo prin manipularea, constrângerea sau mituirea oficialilor pentru a-i atrage de partea lui. Fraudele electorale erau obișnuite un fapt obișnuit în timpul guvernării Giolitti. Premierul s-a străduit să favorizeze regiunile înstărite, mai dispuse să sprijine guvernul, și a încercat în schimb să izoleze și intimideze zonele sărace, unde opoziția era mai puternică. Condițiile din Italia de sud erau foarte grele atât înaintea de venirea la putere a lui Giolitti, cât și în timpul mandatului său de prim-ministru. Patru cincimi din populația sudului peninsulei era neștiutoare de carte. În regiune, marile proprietăți funciare ale latifundiarilor care își exploatau proprietățile prin interpuși ocupau aproape întreg terenul agricol, populația săracă trăia în condiții precare de securitate alimentară, deseori vecine cu foametea, iar rebeliunile erau relativ frecvente. Corupția ajunsese o problemă atât de gravă, încât însuși Giolitti a recunoscut la un moment dat că există locuri „unde legea nu funcționează deloc".
În 1911, guvernul Giolitti a trimis trupe în Libia. Deși ocuparea Libiei a dus la calmarea agitațiilor naționaliste, nu a ajutat în niciun fel administrația lui Giolitti. Guvernul a încercat să combată criticile vorbind despre reușitele strategice ale Italiei și despre succesele militare ale armatei: Italia era prima țară care utilizase cu succes dirijabilele în lupte, executând bombardamente aeriene asupra forțelor otomane.  Războiul a radicalizat Partidul Socialist Italian: revoluționari antirăzboinici condus de viitorul dider fascist Benito Mussolini i-a chemat pe sprijinitorii partidului să răstoarne prin luptă guvernul. Giolitti a revenit în fruntea guvernului pentru scurtă vreme în 1920, dar epoca liberalismului se terminase în Italia.

## Primul război mondial și urmările lui

### Preludiu. Dilema internă
În perioada dinaintea izbucnirii primului război mondial, Regatul Italiei trebuia să facă față unui număr de probleme pe termen lung și probleme pe termen scurt în ceea ce privește alianțele și obiectivele viitoare. Succesele recente obținute în ocuparea Libiei aprinsese tensiunile și geloziile printre aliații săi, Germania și Austro-Ungaria. În München, germanii au reacționat la agresiunea italiană prin intonarea unor cântece antiitaliene. Relațiile Italiei cu Franța erau de asemenea tensionate: Franța se simțise trădată prin sprijinul acordat de italieni Prusiei. Realțiile Italiei cu Anglia fuseseră tensionate de asemenea de cererile neîntrerupte ale italienilor pentru un mai mare rol pe scena internațională ca urmare a succeslor din Libia, ca și de cererea ca puterile occidentale să recunoască sfera de influență italiană în Africa răsăriteană și în bazinul Mediteranei.

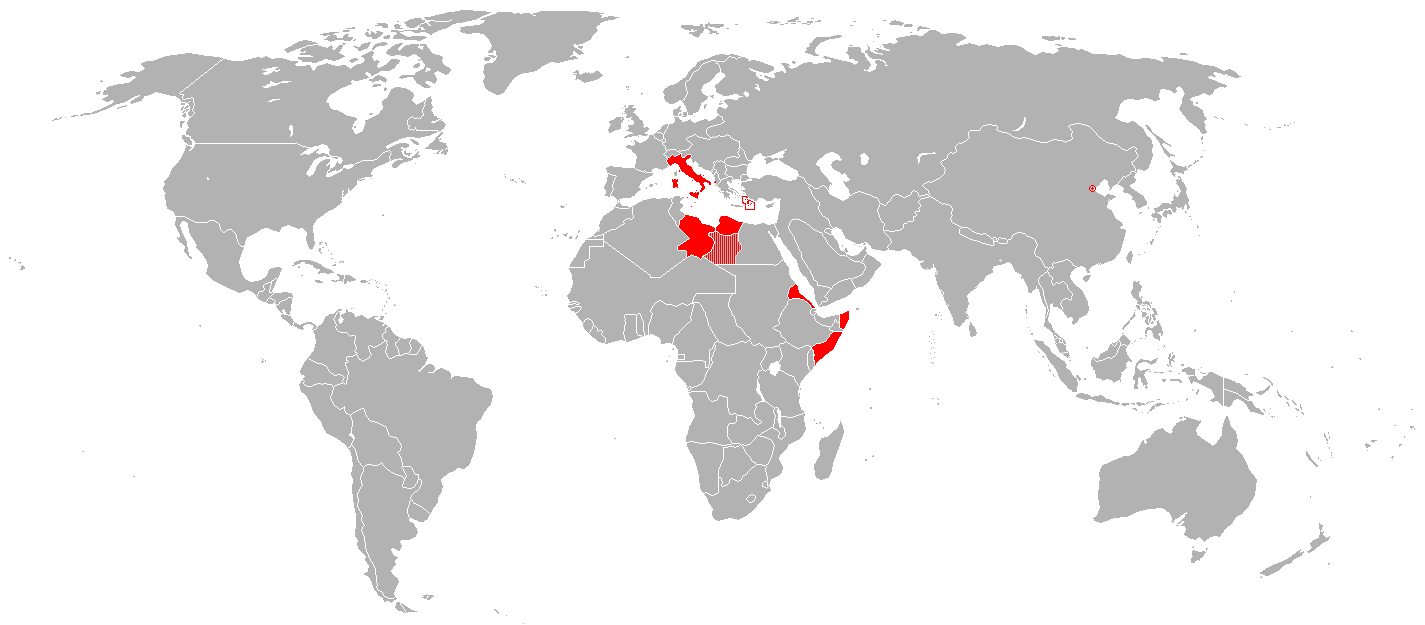
Italia și coloniile sale în momentul izbucnirii primului război mondial. Regiunea dintre Libia italiană și Egiptul britanic era cunoscută drept Cirenaica și era o regiune disputată de cele două puteri

În Mediterana, relațiile Italiei cu Grecia s-au tensionat după ocuparea de către Roma a insulelor cu populație elenă Dodecaneze și Rodos în perioada 1912 – 1914. Aceste insule fuseseră controlate de Imperiul Otoman. Italia și Grecia erau de asemenea într-o dispută deschisă pentru controlul Albaniei. Regele Emanuel al III-lea era dornic mai degrabă să vadă guvernul interesându-se de desăvârșirea unificării Italiei prin recuperarea teritoriilor populate cu italieni, care se mai aflau încă în stăpânirea Austro-Ungariei, decât să aprobe implicarea țării în aventuri coloniale în regiuni îndepărtate. Luările publice de poziție a regelui în această ultimă chestiune a dus la înăsprirea relațiilor Italiei cu Austro-Ungaria.
Una dintre cele mai mari piedici care apărea în procesul luării  unei decizii cu privire la alianțele ce trebuiau stabilite în războiul care se prefigura era marea instabilitate politică din 1914. După ce în fruntea cabinetului a fost numit în martie 1914 Antonio Salandra, el a încercat să obțină sprijinul naționaliștilor prin adoptarea unei linii politice de dreapta. În același timp, partidele de stânga au devenit tot mai neîncrezătoare în guvern, după uciderea a trei demonstranți antirăzboinici în iunie. Stânga italiană – sindicaliștii, republicanii, anarhiștii și socialiștii – au organizat proteste și s-a ajuns la declararea grevei generale. Valul de proteste care a urmat a fost cunoscut ca „Săptămâna roșie” și a fost caracterizat din rebeliuni de stânga și diferite acte de nesupunere civilă care au apărut în diferite orașe. Astfel, au fost ocupate stațiile de cale ferată, au fost tăiate liniile telefonice și au fost arse registrele de taxe și impozite. După numai două zile însă, greva generală a fost anulată, deși revoltele populare au mai continuat. Naționaliștii militariști și antimilitariștii de stânga s-au înfruntat în lupte de stradă până când armata a intervenit și a restabilit calmul.
După atacarea Regatului Serbiei de către Imperiul Austro-Ungar în 1914, conflictul local s-a transformat rapid într-unul global – primul război mondial. În ciuda faptului că era aliată din punct de vedere oficial cu Germania și Austro-Ungaria, Italia a rămas neutră la începutul conflictului, pretinzând că Tripla Alianță fusese gândită doar pentru scopuri defensive.

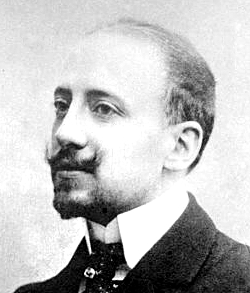
Gabriele d'Annunzio, un naționalist sprijinitor al intrării Italiei în luptele primului război mondial

Societatea italiană era divizată în privința războiului: socialiștii se opuneau în general războiului, în timp ce naționaliștii sprijineau participarea Italiei la război. Naționaliști mai vechi, precum Gabriele D'Annunzio și Luigi Federzoni, ca și proaspătul convertit de la socialism la naționalism, Benito Mussolini, cereau cu insistență ca Italia să intre în război. Naționaliștii considerau că războiul reprezenta șansa mult așteptată de Italia ca, în alianță cu Antanta, să recupereze teritoriile italiene ocupate de Austro-Ungaria. În  1915, câteva rude ale eroului republican Giuseppe Garibaldi, care se oferiseră voluntari în armata franceză, au căzut în luptă. Federzoni s-a folosit de serviciile religioase pentru a sublinia public importanța participării Italiei la război și pentru a avertiza monarhia asupra pericolelor care amenințau țara în cazul inacțiunii. Mussolini a folosit ziarul pe care îl controla, Il Popolo d'Italia, și talentul său oratoric pentru a solicita sprijinul naționaliștilor și revoluționarilor de stânga pentru intrarea Italiei în război pentru recuperarea teritoriilor italiene de sub stăpânirea Austro-Ungariei.
Italia a început negocieri cu Aliații pentru a se alătura Antantei. Negocierile s-au încheiat pe 26 aprilie 1915, când a fost semnat Pactul de la Londra. Această înțelegere recunoștea dreptul Italiei de a recupera teritoriile locuite de italieni aflate sub controlul Austro-Ungariei, dar și dreptul de a ocupa coloniile germane din Africa și teritorii din Balcani. Înțelegerea corespundeau pretențiilor naționaliștilor și imperialiștilor italieni. Italia s-a alăturat Antantei în războiul împotriva Austro-Ungariei și Germaniei.
Reacțiile din Italia au fost diferite. Fostul premier Giovanni Giolitti a fost revoltat de decizia de a declara război foștilor aliați. El a prevăzut înfrângerea țării în război, un mare număr de victime, ocuparea a noi teritorii italiene de către Austro-Ungaria și izbucnirea un rebeliuni care avea să distrugă monarhia și instituțiile liberale ale statului.

### Italia în Primul Război Mondial
Declanșarea campaniei împotriva Austro-Ungariei a avut inițial rezultate bune. Armata austro-ungară era deplasată la granițele Serbiei și Rusiei, iar, pe noul sector de front, italienii aveau superioritatea numerică. Totuși, avantajul efectivelor superioare nu a fost folosit pe de-a întregul, deoarece comandantul militar Luigi Cadorna a insistat pentru declanșarea unui atac frontal pentru ocuparea podișului sloven și a Ljubljanei. Acest atac ar fi dus armata italiană la mică depărtare de  capitala imperială austro-ungară, Viena. După 11 asalturi eșuate, care au provocat pierderi uriașe de vieți omenești, campania italiană a încetat. În 1916, armatele austro-ungare au reușit să le respingă pe cele italiene până la Verona și Padova.
Mai multe motive au determinat eșecul expediției italiene:
- Cadorna a înlocuit neîncetat ofițerii de comandă, ceea ce a făcut ca doar puțini dintre ei să aibă suficientă experiență pentru a conduce operațiile militare.[34]
- Luptele de la poalele Alpilor erau obositoare, fără rezultate semnificative și prost organizate.[35]
- Soldații italieni aveau o viață plictisitoare chiar și atunci când nu erau în primele linii. Soldaților li se interzisese să intre în teatre și baruri chiar și când erau în permisie. În schimb, în momentul declanșării luptelor, se distribuia alcool la discreție, despre care se credea că reduce tensiunile luptătorilor.[36]
- Pentru a scăpa de plictiseala de după lupte, unele grupuri de soldați au organizat bordeluri ilegale.[36]

Pentru a menține ridicat moralul trupei, soldații italieni trebuiau să participe la prelegeri despre importanța războiului. Unele dintre aceste prelegeri erau susținute de naționaliști cu mare popularitate, precum Gabriele D'Annunzio. În ciuda faptului că susținea războiul, Benito Mussolini a fost împiedicat de guvern să susțină astfel de prelegeri, cel mai probabil datorită trecutului său socialist.
În vara anului 1916, armata italiană a reușit să cucerească de la austrieci orașul Gorizia, după mai multe ofensive sângeroase. În toamna anului 1917 însă, după ce Rusia Bolșevică a semnat Tratatul de la Brest-Litovsk, germanii și austro-ungarii au transferat în Italia numeroase forțe care nu mai trebuiau pe frontul de răsărit. Italienii au fost respinși spre vest, fiind nevoiți să se regrupeze pe linia râului Piave.

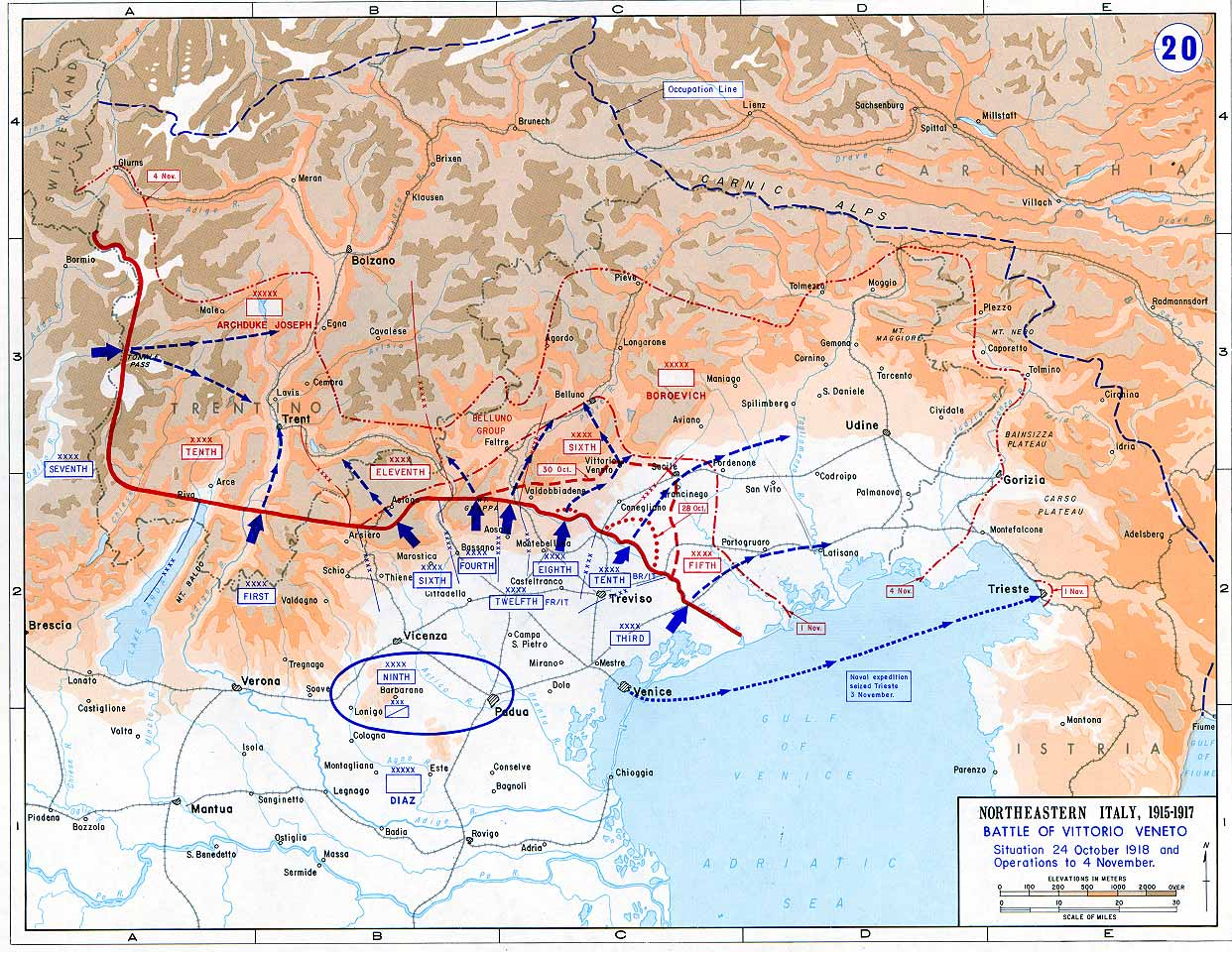
Hartă a luptei de la Vittorio Veneto, în timpul căreia armata italiană a obținut o victorie decisivă împotriva celei austriece

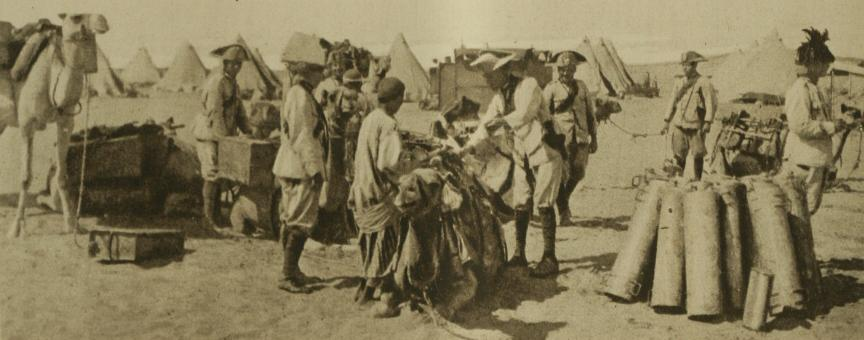
Carabinieri italieni în Palestina, în timpul primului război mondial

Pe linia râului Piave, armata italiană a reușit să oprească înaintarea armatelor germano-austriece. Combatanții s-au înfruntat în câteva bătălii importante precum cea de la  Asiago și de la  Vittorio Veneto. În cea de-a doua bătălie, italienii au zdrobit pur și simplu armata austriacă. Austro-Ungaria a încetat luptele împotriva Italiei odată cu semnarea armistițiului din 11 noiembrie 1918.
Italia a participat la luptele din Imperiul Otoman, ocupând poziții în regiunea Antiohia și în Palestina.
În timpul războiului, armata italiană și-a mărit efectivele de la doar 15.000 de oameni în 1914, la peste 160.000 la sfârșitul războiului. Victoria din război a fost extrem de costisitoare: pe câmpurile de luptă își pierduseră viața 700.000 de soldați, iar deficitul bugetar era de 12 miliarde de lire.

### Câștigurile teritoriale ale Italiei

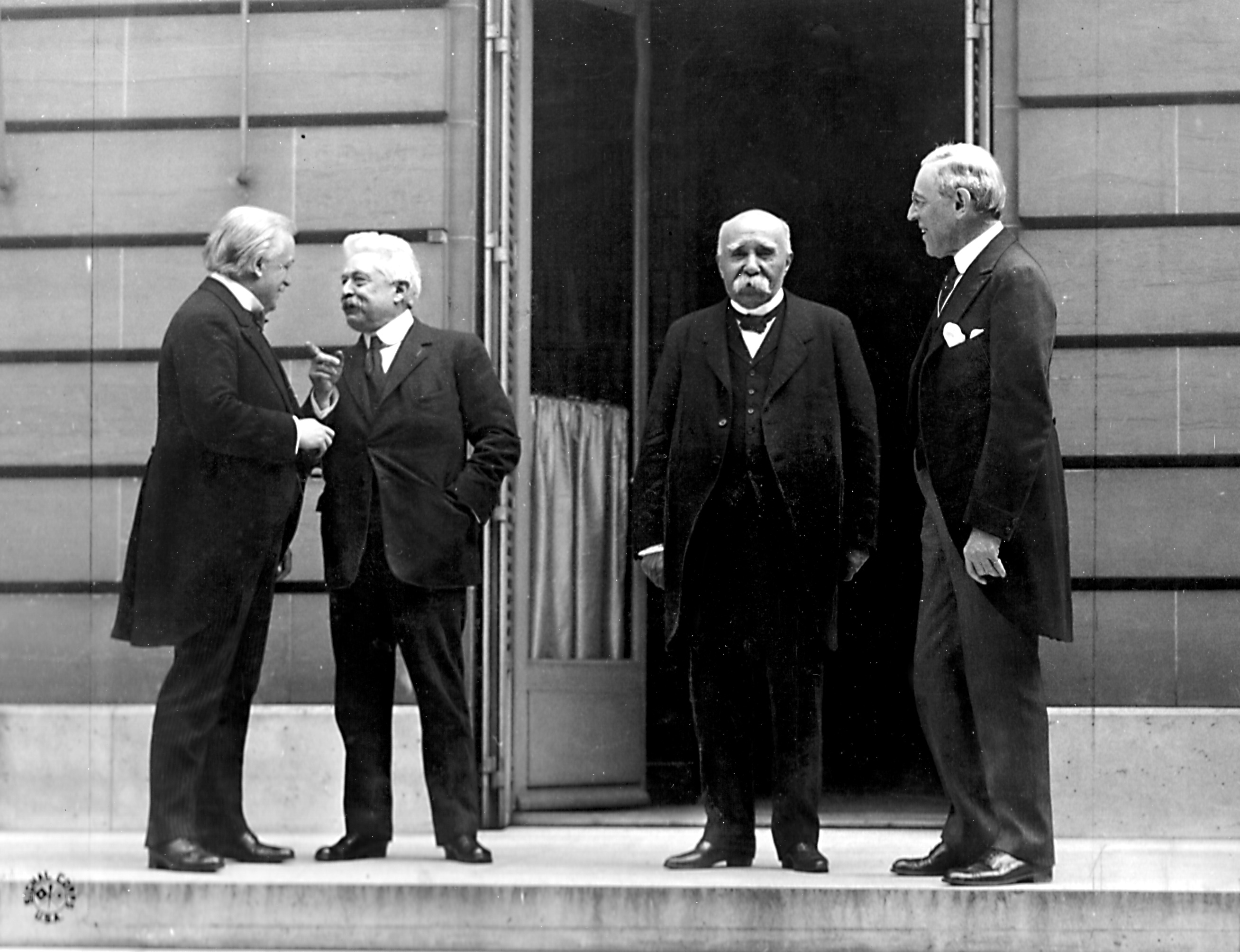
Premierul italian Vittorio Emanuele Orlando (al doilea din stânga) la negocierile de pace de la Versailles, alături de David Lloyd George, Georges Clemenceau și Woodrow Wilson (de la stânga la dreapta)

După încheierea războiului, prim-ministrul italian Vittorio Emanuele Orlando s-a întâlnit cu cel britanic David Lloyd George și cu președinții francez Georges Clemenceau  și american Woodrow Wilson la Versailles, pentru a stabili noile frontiere europene.
Italia a căpătat puține teritorii, datorită opoziției președintele american Wilson, care promisese libertate tuturor naționalităților pentru a-și forma propriile state. Ca urmare, Tratatul de la Versailles nu a aprobat pretențiile italienilor pentru anexarea Dalmației și Albaniei, așa cum fusese promis prin Pactul de la Londra. Mai mult chiar, britanicii și francezii au decis să transfere coloniile germane către propriile imperii coloniale, Italia neprimind niciuna dintre aceste posesiuni. În ciuda tuturor acestora, Orlando a semnat totuși Tratatul de la Versailles, ceea ce a provocat un val de nemulțumiri în țară. Au izbucnit lupte între naționaliști, (care sprijiniseră războiul și care acum protestau împotriva „victoriei mutilate”), și pacifiștii de stânga.

Primirea entuziastă în orașul Fiume a lui Gabriele d'Annunzio și a luptătorilor săi, septembrie 1919

Revoluționarul naționalist Gabriele D'Annunzio și-a condus grupurile de naționaliști în acțiunea de ocupare a „Statului liber Fiume” în septembrie 1919. Uriașa sa popularitate printre naționaliști i-au adus supranumele Il Duce (Conducătorul). În asaltul de la Fiume el s-a folosit de trupele paramilitare îmbrăcate în cămăși negre. „Cămășile negre” aveau să devină simbolul mișcării fasciste a lui Mussolini. Anexarea regiunii Fiume sa devenit un deziderat al tuturor partidelor politice italiene, inclusiv al fasciștilor. D'Annunzio a reușit să câștige sprijinul naționaliștilor croați. El a menținut relații de colaborare cu Armata Republicană Irlandeză și cu naționaliștii egipteni.
Ocupația regiunii Fiume a încetat un an mai târziu, dar Italia a reușit în 1924 să anexeze din nou regiunea. Mussolini a învățat de la D'Annunzio procedeele prin care discursurile patriotice pot câștiga sprijinul întregului spectru politic italian.

## Fascismul

### Apariția mișcării fasciste
În 1914, Benito Mussolini a fost silit să plece din cadrul Partidului Socialist Italian după ce s-a pronunțat pentru intrarea în război a Italiei împotriva Austro-Ungariei. Mai înainte de izbucnirea războiului, Mussolini se opusese recrutării obligatorii, protestase împotriva ocupării Libiei și fusese editorul ziarului socialist  Avanti!. În discursurile sale publice, el chema la revoluție, fără să amintească în vreun fel de lupta de clasă. Naționalismul lui Mussolini i-a permis să strângă fonduri de la compania de producție de armament Ansaldo dar și  de la alte companii, ceea ce i-a permis crearea propriului său ziar, Il Popolo d'Italia, prin intermediul căruia a încercat să convingă socialiștii și alți politicieni de stânga să sprijine intrarea Italiei în război. Ziarul a fost finanțat și de marile puteri interesate de intrarea Italiei în război de partea Antantei: Franță, Anglia și Rusia. În anii care aveau să vină, acest ziar a devenit ziarul oficial al mișcării fasciste italiene. În timpul războiului, Mussolini s-a înrolat în armată și a fost rănit o dată. Există voci care afirmă că rana este datorată unui accident în timpul manevrării greșite a unei grenade, deși Mussolini a pretins că a fost rănit în luptă.
După încheierea războiului și semnarea Tratatului de la Versailles în 1919, Mussolini a creat Fasci di Combattimento (Liga Combatantă). La început, membrii Ligii erau socialiști patrioți și veterani sindicaliști care se opuseseră pacifismului Partidului Socialist Italian. Platforma politică de început a fasciștilor era mai degrabă una de stânga, care milita pentru revoluția socială, reprezentarea proporțională, votul femeilor și redistribuirea averilor. Pe 15 aprilie 1919, fasciștii au declanșat prima lor violență politică, când un grup de membri ai Fasci di Combattimento au atacat birourile ziarului Avanti! Mussolini a remarcat eșecul mișcării inițiale fasciste și a părăsit linia de început de stânga și revoluționare, transformând în 1921 mișcarea într-un partid naționalist, Partido Nazionale Fascista. Platforma politică a noului partid se inspira din temele naționaliste ale lui D'Annunzio, respingea democrația parlamentară și acționa pentru distrugerea ei din interior. Mussolini și-a schimbat vederile politice revoluționare inițiale, a trecut de la atitudinea anticlericală la sprijinirea bisericii catolice și de la republicanism la susținerea monarhiei. Violențele fasciste au crescut în intensitate în anul 1921. Ofițeri simpatizanți ai fasciștilor au luat arme și vehicule ale armatei pentru a le folosi în cadrul unor atacuri împotriva socialiștilor.

Fasciile – simbolul Partidului Național Fascist

În 1920, proaspăt numitul premier Giolitti a încercat să rezolve problemele grave cu care se confrunta Italia. După doar un an, guvernul Giolitti devenise deja instabil, iar opoziția socialistă tot mai vehementă punea în pericol existența cabinetului. Giolitti a crezut că se poate folosi de fasciști în lupta cu socialiștii. Astfel, el a decis să includă o serie de candidați fasciști pe listele propriului partid în timpul alegerilor din 1921. În urma rezultatelor alegerilor, Giolitti, care nu a reușit să formeze o coaliție puternică pentru guvernare, a oferit fasciștilor mai multe fotolii ministeriale. Manevra nu a reușit, fasciștii cooperând cu socialiștii pentru doborârea guvernului Giolitti. Până în 1922, Mussolini reușise să devină una dintre personalitătile cele mai importante ale politicii italiene: popularitatea lui creștea neîncetat datorită talentului oratoric, a mitelor și a acțiunilor de intimidare. Câțiva urmași ai revoluționarilor lui Garibaldi, care se distinseseră în lupta pentru unificarea Italiei, au fost cuceriți de idealurile fasciste. Mussolini, care era promotorul corporatismului, a reușit să atragă simpatiile celor care erau în căutarea „celei de-a treia căi”. Dar, poate mai mult decât orice, Mussolini a câștigat prin inacțiunea unor politicieni precum Facta sau Giolitti, care nu au condamnat atacurile „cămășilor negre” împotriva socialiștilor.
În octombrie 1922, Mussolini s-a folosit de greva generală a muncitorilor italieni somând guvernul să acorde Partidului Fascist puteri politice sau să se aștepte la o lovitură de stat. Cum răspunsul guvernanților a întârziat, un mic număr de fasciști au declanșat o deplasare de-a lungul Italiei spre Roma (Marșul asupra Romei), pretinzând că mișcarea lor urmează să restaureze legea și ordinea în țară. Mussolini nu a participat la marș. Fasciștii au cerut imperativ demisia premierului Luigi Facta și numirea în locul lui a lui Mussolini. În ciuda faptului că armata italiană era incomparabil mai bine înarmată decât trupele paramilitare fasciste, guvernul și regele Victor Emmanuel nu au reușit să înăbușe mișcarea lui Mussolini. Regele s-a văzut nevoit să aleagă una dintre cele două mișcări politice rivale pentru a-i oferi conducerea Italiei: fasciștii monarhiști ai lui Mussolini sau socialiștii republicani. Regele i-a ales pe fasciști.

### Il DuceMussolini și dictatura lui

„Il Duce” (Conducătorul) Benito Mussolini.

Pe 28 octombrie 1922, regele Victor Emmanuel l-a numit pe Mussolini prim ministru. Fasciștii puteau să-și îndeplinească idealurile politice, atâta vreme cât rămâneau suporterii monarhiei. Mussolini era un lider politic tânăr – 39  de ani – comparativ cu alți politicieni italieni sau lideri mondiali din acele vremuri. Mussolini era numit de sprijinitorii săi Il Duce – Conducătorul. În scurtă vreme s-a declanșat un cult al personalității, care îl portretiza pe Mussolini ca salvator al națiunii. Popularitatea lui Mussolini avea să rămână neștirbită multă vreme, până la seria de înfrângeri din timpul celui de-al doilea război mondial.
După preluarea puterii, Mussolini a format o coaliție în parlament cu naționaliștii, liberalii și populiștii. În scurtă vreme, atitudinea tolerantă a fasciștilor față de democrația parlamentară a încetat: coaliția lui Mussolini a votat în 1923 Legea Acerbo, care acorda două treimi dintre mandatele parlamentare partidului care câștiga un sfert din sufragiile populare. Fasciștii s-au folosit de violență și de intimidări pentru a câștiga cei 25% dintre voturi la alegerile din 1924, ceea ce le-a permis să devină partidul de guvernământ al Italiei.
După alegeri. Deputatul socialist Giacomo Matteotti a fost asasinat, după ce a cerut anularea alegerilor datorită numeroaselor abuzuri din timpul procesului electoral. După moartea colegului lor, deputații socialiști au părăsit lucrările parlamentului, ceea ce i-a dat lui Mussolini o libertate și mai mare în legiferarea unor hotărâri abuzive. În 1925, Mussolini și-a asumat public responsabilitatea pentru violențele din 1924, după care a proclamat dictatura fascistă, care îi permitea să conducă Italia fără opoziție și fără să fie responsabil în fața regelui.

### Cultura, propaganda, societatea
După cucerirea puterii, regimul fascist a declanșat un proces prin care Italia urma să devină un stat monopartit, fascismul urmând să fie integrat în toate aspectele vieții. În 1935, prin „Doctrina fascismului”, a fost proclamat oficial statul totalitarist italian.

„Concepția fascistă a statului este a tot-cuprinzătoare; în afara ei nu poate exista valori umane sau spirituale, iar statul fascist – o sinteză și o unitate cuprinzătoare a tuturor valorilor – interpretează, dezvoltă și potențează întreaga viață a unui popor”.

Mussolini și fasciștii și-au propus o serie de măsuri pentru schimbarea culturii și societății italiene bazându-se pe tradițiile Romei antice, dictatura personală și câteva perspective futuriste a unor intelectuali și artiști din peninsulă.
În conformitate cu ideologia fascistă, definiția naționalității italiene se baza pe militarism și pe ideea „omului nou”. Italienii loiali trebuiau să scape de individualism și autonomie și să devină parte componentă a Statului, gata să-și sacrifice viața pentru Italia. Într-o asemenea societate totalitară, numai fasciștii puteau fi considerați „adevărați italieni”, iar calitatea de membru a Partidului Fascist și sprijinirea acțiunilor acestuia erau condițiile necesare pentru obținerea „cetățeniei complete”. Cei care nu jurau credință jurau credință fascismului urmau să fie împiedicați să participe la viața publică și la slujbe. Regimul fascist a încercat să facă apel la italienii emigrați, care ar fi trebuit să sprijine mai degrabă cauza fascistă decât pe cea a noilor lor patrii. În ciuda eforturilor de creare a unei noi culturi fasciste, fascismul italian nu au fost atât de dur în acțiuni și nici nu a avut aceleași succes în comparație cu realizările din alte state totalitare precum Germania Nazistă sau Uniunea Sovietică.
În Italia Fascistă, Mussolini era idolatrizat ca salvator al națiunii. Regimul fascist a încercat să devină omniprezet, iar propaganda se baza în principal pe cultul personalității și pe popularitatea lui Mussolini. Discursurile pasionale ale lui Mussolini și cultul personalității afișat în timpul marilor marșuri și parade ale „cămășilor negre” din Roma au fost sursele de inspirație ale lui Adolf Hitler și ale Partidului nazist german.
Propaganda fascistă era omniprezentă: în jurnalele de actualități, în transmisiile radio și în producția cinematografică. În 1923, au fost emise legi care obliga toate cinematografele să prezinte jurnale de actualități de propagandă mai înainte de orice proiecție de filme artistice. Aceste jurnale de actualități erau mult mai eficiente în influențarea opiniei publice decât emisiunile radio, deoarece puțini italieni aveau la vremea aceea aparate de radio. Propaganda fascistă se folosea de postere și de manifestările artistice sponsorizate de stat. Arta și literatura nu erau strict controlate în Ialia, existând însă cazuri de cenzură în cazurile în care producțiile artistice intrau în flagrantă contradicție cu idealurile fasciste.

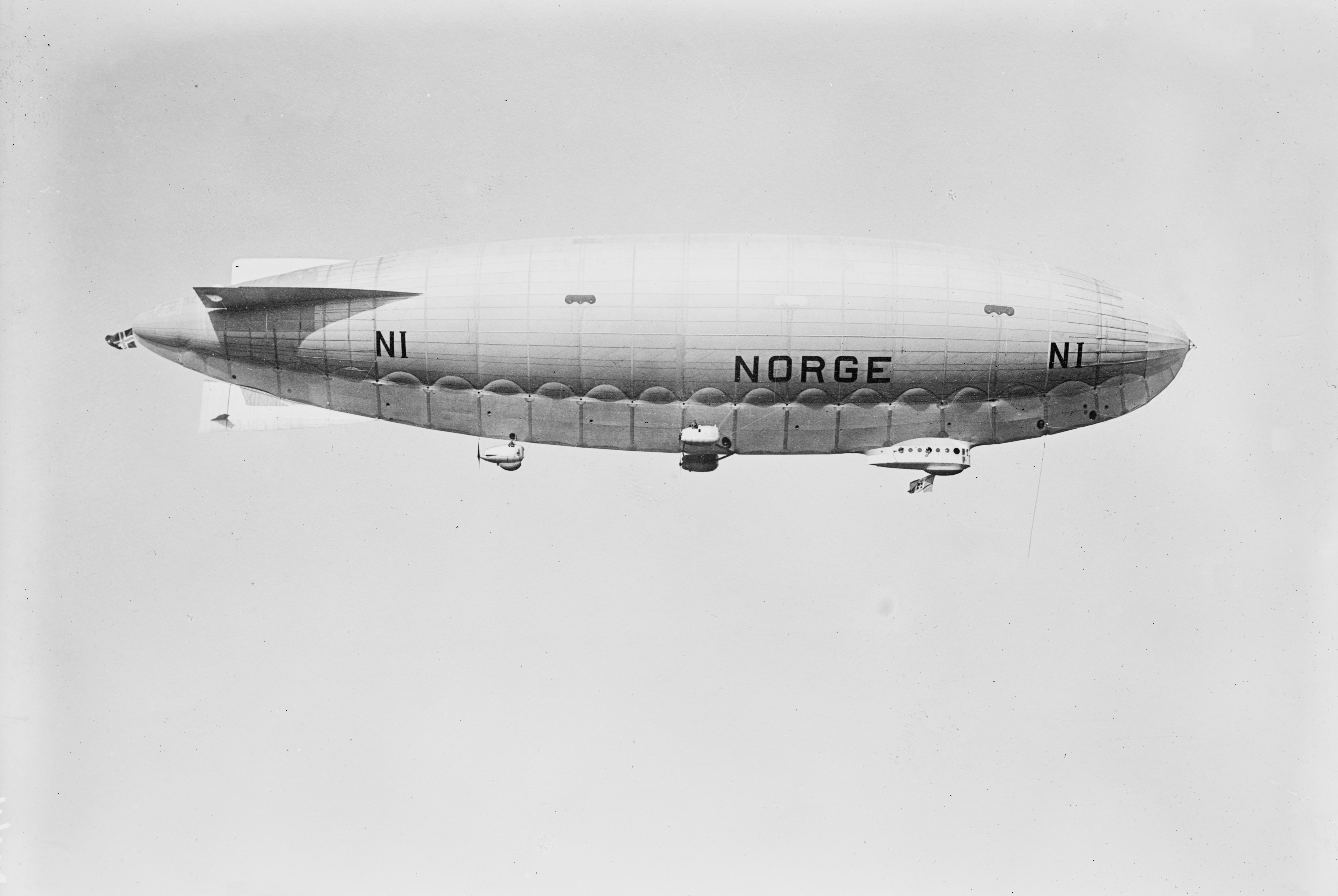
Dirijabilul italian N1 Norge, folosit de exploratorul Umberto Nobile în prima expediție aeriană la poul nord în 1926

În1926, Italia a fost prima țară din lume care a întreprins o expediție aeriană la polul nord. Expediția a fost condusă de Umberto Nobile, care s-a folosit de dirijabilul N1 Norge. Expediția a plecat de la Roma și s-a deplasat la Oslo (Norvegia), după care s-a îndreptat spre polul nord.. Proiectul lui Nobile a trebuit să învingă opoziția unor fasciști de frunte, a aviatorului Italo Balbo și a unor constructori de dirijabile. Încercările lui  Nobile pentru finanțarea de către stat pentru construirea de noi dirijabile pentru continuarea expedițiilor sale s-au lovit de refuzul autorităților fasciste. Nobile a fost nevoit să obțină finanțare din surse private pentru expediția din 1927-1928. Guvernul a asigurat vasele de aprovizionare principale pentru expediția lui Noble atunci când au ajuns în regiunea arctică. Expediția s-a încheiat cu un dezastru atunci când dirijabilul N4 Italia s-a prăbușit la polul nord. A fost nevoie de două săptămâni pentru ca Nobile și supraviețuitorii să fie salvați de pe un iceberg aflat în derivă de un spărgător de gheață sovietic. După misiunea de salvare reușită, Nobile a fost considerat un adevărat erou de către majoritatea italienilor. În schimb, Mussolini și fasciștii au considerat eșecul expediției din 1928 o umilire națională. Nobile a primit ordinul să se prezinte la Roma pentru a-i da raportul lui Mussolini. Nobile a explicat dictatorului circumstanțele accidentului, dar Mussolini nu a încetat să-l considere vinovat pentru accident. Regimul fascist a declanșat o anchetă, al cărei rezultat îl dădea de asemenea vinovat pe Nobile pentru dezastru. Exploratorul a continuat să facă față șicanelor autorităților până în 1931, când Nobile s-a hotărât să părăsească țăra plecând în Uniunea Sovietică, unde a cerut ajutor pentru programul său de cercetare cu ajutorul dirijabilelor.
Relațiile dintre statul italian și Biserica Romano Catolică s-au îmbunătățit în mod semnificativ în timpul regimului lui Mussolini. În ciuda atitudinii anticlericale de la începutul carierei sale politice, Mussolini a făcut după 1922 o alianță cu partidul catolic Partito Popolare Italiano. Mussolini a negociat cu Papa un concordat – Tratatul de la Lateran  – care asigura suveranitatea Vaticanului. Negocierile au fost greoaie la început. Vaticanul și regimul fascist s-au angajat în dispute asupra conținutului tratatului și asupra consecințelor lui viitoare. Giovanni Montini (viitorul papă Paul al VI-lea), a avut îndoieli asupra valorii concordatului și a capacității lui de a asigura suveranitatea Vaticanului spunând: „Dacă libertatea Papei nu poate garantată de credința puternică a unui popor liber și în mod special de poporul italian, atunci niciun teritoriu și niciun tratat nu vor fi capabile s-o facă”.

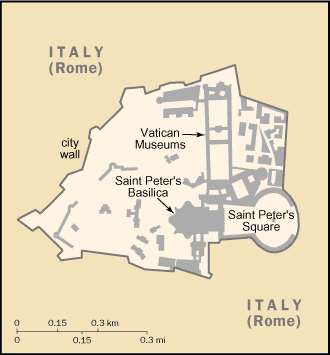
Territoirul Vaticanului, așa cum a fost stabilit prin Tratul de la Lateran

Regimul fascist a organizat un plebiscit în problema suveranității Vaticanului în martie 1929. În ziarul francez Le Monde, Guido Miglioni și-a exprimat părerea despre atitudinea regimului fascist și despre natura Pactului de la Lateran: „Acești doi ani au fost martorii supunerii graduale și inexorabile a Papei la pretențiile regimului”. În ciuda opoziției față de natura negocierilor, numeroși italieni au considerat că un vot negativ va duce la represalii și atacuri ale fasciștilior împotriva celor care nu doreau concordatul. În cadrul plebiscitului au votat 8,63 milioane de italieni, adică 90% din totalul cetățenilor cu drept de vot. Dintre aceștia, doar 135.761 au votat cu „nu”. După aceasta, prin semanrea Tratatului de la Lateran, Italia recunoștea suveranitatea Vaticanului. În ciuda fricțiunilor de început, după acest moment relațiile dintre biserică și regimul fascist și, mai mult, dintre biserică și Italia, s-au îmbunătățit în mod semnificativ. Tratatul de la Lateran nu a fost denunțat până în zilele noastre.

Poster pentru zborul transatlantic al pilotului Italo Balbo la Expoziția mondială din Chicago, 1933

În 1933, Italia a avut numeroase realizări tehnologice. Regimul fascist a cheltuit mari sume de bani pentru proiecte precum construirea navei de linie SS Rex, care a reușit traversarea Atlanticului în doar patru zile, sau pentru construirea hidroavionului Macchi M.C.72, care a devenit cel mai rapid avion din categoria sa în 1933. Membrul guvernului fascist Italo Balbo, care era și un pilot experimentat, a realizat un zbor transatlantic cu un asemenea  hidroavion, aterizând la Chicago, unde se organizase Expoziția mondială din 1933 „Century of Progress”. Zborul trebuia să fie un semn al puterii regimului fascist și al progresului tehnologic și industrial al țării sub conducerea lui Mussolini.
O lungă perioadă de timp, regimul fascist din Italia a avut un caracter mai puțin represiv decât regimurile totalitare din Uniunea Sovietică sau Germania Nazistă. Această stare de fapt s-a schimbat în 1938 ca urmare a presiunilor germane. Mussolini a hotărât adoptarea unor măsuri antisemite, fapt foarte nepopular nu numai printre italienii de rând, dar chiar și în rândurile Partidului Fascist, care număra printre membrii săi și evrei. Datorită acestor măsuri, fasciștii au pierdut-o pe șefa propagandei, Margherita Sarfatti, care era evreică, dar și  amanta lui Mussolini. Regimul fascist a colaborat cu aliații naziști pentru deportarea evreilor în lagăre de concentrare, de muncă sau de exterminare din Reich în timpul Holocaustului. Italia a înființat o serie de lagăre de concentrare și de internare în teritoriile pe care le controla, dar, spre deosebire de lagărele naziste, în lagărele italiene familiile aveau permisiunea să rămână împreună și nu au existat cazuri de ucideri în masă deliberate.

### Asigurările sociale
Unul dintre succesele politicii sociale a fasciștilor a fost crearea în 1925 a Opera Nazionale Dopolavoro (OND – Programul Național pentru Timpul Liber). OND a fost cea mai mare organizație sponsorizată de stat pentru petrecerea timpului liber de către italienii adulți. OND a devenit atât de popular, încât, în deceniul al patrule, fiecare oraș avea un club Dopolavoro, ai cărui membri erau responsabili cu înființarea și întreținerea a peste 11.000 de terenuri de sport, peste 6.400 de biblioteci, 800 de cinematografe, 1.200 de  teatre și cam 2.000 de orchestre. Participarea la activitățile Dopolavoro era voluntară, iar prezența masivă era cauzată de caracterul său apolitic. Marele succes al experimentului fascist Dopolavoro a fost factorul principal care a determinat autoritățile naziste să inițieze versiunea lui germană, Kraft durch Freude (KdF – Putere prin Plăcere).

### Securitatea națională
Pentru asigurarea securității regimului, Mussolini a creat „Milizia Volontaria per la Sicurezza Nazionale în 1923, cunoscută mai ales cu numele de „Cămășile negre”, datorită culorii uniformelor lor. Mulți dintre membrii miliției erau veterani ai Fasci di Combattimento. În 1927 a fost creată poliția secretă – Organizzazione di Vigilanza Repressione dell'Antifascismo. OVRA a fost condusă de Arturo Bocchini și avea ca sarcină zdrobirea oponenților regimului lui Mussolini. Il Duce fusese ținta a mai multor tentative de atentat în perioada de început a regimului său. OVRA a fost o organizație de represiune eficientă, deși spre deosebire de Schutzstaffel (SS) din Germania Nazistă sau NKVD din Uniunea Sovietică, a cauzat mai puține victime, dar a folosit aceleași metode crude.
Pentru lupta împotriva crimei organizate, în special împotriva Mafiei din Sicilia și din alte părți ale sudului Italiei, regimul fascist a dat în 1925 puteri speciale lui  Cesare Mori, prefectul din  Palermo. Lupta antimafia a făcut ca numeroși mafioți să fie închiși, în vreme ce cei rămași în liberatate au fugit în străinătate, în special în Statele Unite. Mori a fost totuși destituit atunci când a început să învestigheze legăturile dintre Mafie și regimul fascist în 1929, când s-a proclamat oficial că amenințarea mafiotă a fost eliminată. Acțiunile lui Mori' au slăbit Mafia, dar nu au distrus-o. Din 1929 până în 1943, regimul fascist a abandonat treptat măsurile antimafia, iar Mafia și-a continuat relativ nederanjată afacerile ilegale.

### Politica economică
Mussolini și Partidul Fascist au promis italienilor un nou sistem economic numit „corporatism”. Acesta ar fi trebuit să fie o fuziune a capitalismului și socialismului într-un nou sistem economic, care ar fi păstrat ierarhia socială și de clasă, dar ar fi permis muncitorilor să fie capabili să negocieze pe baze egale cu proprietarii afacerilor în problemele salariilor, programului și condițiilor de muncă și altele.
În 1935, a fost publicată sub semnătura lui Mussolini „Doctrina fascismului”. Se pare că autorul a fost cel mai probabil Giovanni Gentile. Doctrina descria rolul statului în economie în noile condiții corporatiste. Până în acel moment, fascismul fusese mai favorabil păstrării libertății forțelor pieții decât intervenției statului în economie.

„Statul corporatist consideră că întreprinderea privată din sfera producției este cel mai eficient și mai folositor instrument în interesul națiunii. Luând în considerație faptul că organizația privată de producție este o funcție de interes național, organizatorul întreprinderii este responsabil față de stat pentru orientarea dată producției. 
Intervenția statului în producția economică apare numai când inițiativa privată lipsește sau este insuficientă, sau când sunt implicate interesele politice ale statului. această intervenție poate lua forma controlului, asistenței sau a conducerii directe”. 
Fasciștii au pretins că acest sistem nou va fi egalitarist și tradițional în același timp. Politica economică a corporatismului a dat rapid faliment: prevederile de stânga ale manifestului fascist au trezit opoziția industriașilor și marilor proprietari de pământ, care îl sprijiniseră pe Mussolini pentru că acesta promisese că va apăra Italia de socialism și comunism. Ca urmare, sistemul corporatist a ajuns să fie dominat de interesele industriașilor. În întreaga perioadă a dictaturii mussoliniene, legislația economică a favorizat în primul rând clasa marilor industriași și a moșierilor prin privatizări, liberalizări ale legilor arendei și prin desființarea sindicatelor nefasciste. Sindicatele fasciste nu puteau apăra muncitorii de consecințele economice, fiind responsabile pentru distribuirea ajutoarelor de asistență socială, plăților compensațiilor de concediere și, în unele cazuri, fiind împuternicite să negocieze contracte de muncă.
După ce Marea criză economică a lovit economia mondială începând din 1929, regimul fascist a urmat exemplul altor țări care au introdus tarife protecționiste și au încercat să intervină în stabilirea de direcții de dezvoltare economică. În deceniul al patrulea, guvernul italian a sprijinit creșterea producției de grâu, ceea ce a dus la asigurarea necesarului din producția internă și încetarea importurilor din Canada și Statele Unite. În schimb, schimbarea destinației unor terenuri arabile, a dus nu doar la creșterea producției de grâu, dar și la scăderea producție de zarzavaturi și de fructe. În ciuda creșterii producției de grâu, situația țăranilor nu s-a îmbunătățit. Aproximativ 0,5% din populația italiană deținea 42% din pământurile agricole,  iar veniturile țăranilor nu au crescut, în vreme ce taxele de tot felul s-au mărit. Criza economică cauzase o creștere a șomajului de la 300.000 la 1 milion de oameni în 1933. Tot criza economică a făcut ca veniturile reale ale populației să scadă cu 10% și exporturile să se prăbușească. Italia a traversat mai ușor perioada crizei economice mondiale decât alte state occidentale. Serviciile de asistență socială au reușit într-o mai mare măsură decât în alte țări să reducă impactul crizei. Creșterea industrială italiană din perioada 1918 – 1938 a fost mai mare decât cea a Germaniei în aceiași perioadă. Creșteri economice mai mari în acea perioadă au avut doar Regatul Unit și națiunile scandinave.

### Politica externă
Benito Mussolini și Partidul Fascist au promis să refacă statutul de mare putere europeană al Italiei prin crearea „Noului Imperiu Roman”. Mussolini a promis că Italia va deveni puterea dominantă în Marea Mediterană. Propaganda fascistă se folosea de anticul termen roman „Mare Nostrum” (în limba latină: Marea noastră) pentru descrierea Mediteranei. Regimul fascist crescut fondurile alocate proiectelor militare și a început planuri pentru crearea unui „Imperiu Italian” în Africa și a încercat să domine regiunile mărilor Mediterana și Adriatică. Fasciștii au luat în considerație declanșarea unor războaie pentru cucerirea Dalmației, Albaniei și Greciei, care urmau să completeze posesiunile Imperiului Italian.
Prima decizie de politică externă a guvernului fascist cu privire la posesiunile din afara Europei a fost concesionarea unei regiuni ocupate de armata italiană în Anatolia în primul război mondial, care fusese cedată noului guvern republican turc în 1923. După acest moment, Italia a început o serie de acțiuni expansioniste. Eforturile colonialiste au început cu negocieri cu guvernul britanic pentru extinderea granițelor coloniei Libiei. Primele negocieri au început în 1925 și priveau definirea graniței dintre Libia italiană și Egiptul sub control britanic. Aceste negocieri au dus la ocuparea de către Italia a unui teritoriu nerevendicat până în acel moment. În 1934, Italia a cerut încă o dată mai mult teritoriu pentru colonia sa libiană, de această dată pe seama coloniei britanice Sudan și din nou Anglia a cedat și a permis ca anumite teritorii sudaneze să fie anexate la Libia. Arhivat în 26 septembrie 2007, la Wayback Machine. Aceste concesiuni au avut loc pe fundalul unor bune relații iatalo-britanice de la acea vreme.
În 1935, Regatul Italiei se afla în culmea puterii și prestigiului internațional. Mussolini aliase Italia cu Franța și Anglia împotriva unei eventuale agresiuni a Germaniei Naziste. Mussolini a crezut că această alianță îi va conferi un atu în plus în tentativa lui de ocupare a Etiopiei, pe care o dorea transformată în coloniei italiană. Ca urmare a declanșat al doilea război italo-etiopian (cunoscut și ca „al doilea război italo-abisinian”). Italia a invadat Imperiul Etiopian pornind de la bazele din Eritreea și din Somalia Italiană. Metodele folosite de armata italiană au fost foarte dure, fiind semnalate cazuri de bombardamente aeriene cu arme chimice. Etiopia a capitulat în 1936. Regele Victor Emmanuel al III-lea al Italiei a fost proclamat „Împărat al Abisiniei”. Ca urmare imediată a războiului din Etiopia, Italia a trebuit să facă față izolării pe arena internațională și condamnării în cadrul Ligii Națiunilor. Franța și Anglia s-au delimitat rapid de Italia. Singura putere care a susținut agresiunea Italiei a fost Germania Nazistă. Acesta avea să fie punctul de plecare unei viitoare alianțe.

Cuirasatul italian Vittorio Veneto. Construcția vaselor din această clasă dovedea pretențiile belicoase italiene pentru zona Mediteranei.

Regimul fascist italian s-a angajat într-o politică externă intervenționistă și în Europa. În 1923, soldații italieni au ocupat insula grecească Corfu ca parte a mai vastului plan de ocupare totală a Greciei. Grecia nu a declanșat un război împotriva Italiei, în ciuda pierderii insulei. În 1925, Italia a forțat Albania să accepte controlul Romei, ceea ce o transforma într-un protectorat de facto. Italia continua astfel politica de încercuire a Greciei. Ocuparea insulei Corfu era importantă din punctul de vedere al militariștilor și naționaliștilor italieni deoarece fusese posesiune a Republicii Venețiene, care lăsase aici o importantă moștenire culturală. Ocuparea insulei a fost întâmpinată însă cu proteste violente din populației elene a insulei. În 1929, guvernul fascist i-a acordat statutul de refugiat politic extremistului croat Ante Pavelić, exilat din Iugoslavia. Fasciștii încercau toate metodele posibile pentru a provoca prăbușirea Iugoslaviei, eveniment care ar fi ușurat extinderea puterii italiene. În acest scop, fasciștii i-au acordat lui Pavelić sprijin financiar și tabere de antrenament pentru nou formata miliție croată a ustașilor. Această organizație avea să devină mai târziu forța conducătoare în Statul Independent al Croației și a fost implicată în asasinarea a sute de mii de sârbi, evrei și membri ai altor minorități naționale în timpul celui de-al doilea război mondial. În 1936, regimul fascist s-a implicat în Spania în cea mai importantă intevenție din perioada interbelică. A doua Reblică Spaniolă era sfâșiată de războiul civil dintre republicanii anticlericali socialiști și naționaliștii monarhiști sprijiniți de biserică, conduși de Francisco Franco și mișcarea lui fascistă Falange Española. Italia a trimis avioane, arme și peste 60.000 de soldați în ajutorul naționaliștilor spanioli. Războiul a ajutat la instruirea trupelor italiene în condiții de lupte reale și a dus la îmbunătățirea relațiilor cu biserica romano-catolică. De asemenea, Italia și asigurat accesul naval în și din Mediterana și Oceanul Atlantic și a obținut un mare succes în cadrul politicii „Mare Nostrum”, eliminând opoziția viitoare a Spaniei. În războiul civil din Spania a contribuit cu ajutoare însemnate de partea naționaliștilor și Germania Nazistă. Acest război a fost prima ocazie în care forțele germane și italiene au luptat împreună de la războiul austro-prusac din anii 1860. Începând cu deceniul al patrulea al secolului trecut, Italia a construit o serie de cuirasate și alte vase militare în scopul întăririi controlului asupra Mediteranei.
După anexarea Cehoslovaciei de către Germania, Mussolini s-a hotărât să ocupe definitiv Albania, pentru a nu deveni un aliat de mâna a doua a Reichului. Pe 7 aprilie 1939, Italia a invadat Albania. După o campanie scurtă, întreaga Albanie a fost cucerită, iar parlamentul de la Tirana l-a încoronat pe Victor Emmanuel al III-lea Rege al Albaniei. „Justificarea” anexării Albaniei era cucerirea acestei regiuni în antichitate de către Imperiul Roman, chiar mai înainte de cucerirea întregii peninsule Italice.

#### Relațiile cu Germania Nazistă
Când Partidul Nazist a cucerit puterea în Germani, Mussolini și fasciștii italieni nu au privit cu simpatie acest eveniment, în ciuda similarităților ideologice. Fasciștii nu priveau cu ochi buni ideile pangermane ale lui Hitler, pe care le considerau o amenințare  la adresa Italiei, care obținuse teritorii austriece după primul război mondial. În ciuda faptului că la rândul lor numeroși naziști dezaprobau politicile mussoliniene și fasciste italiene, Hitler aprecia în mod deosebit calitățile de orator și conducător ale lui Mussolini și adoptase o bună parte a simbolisticii fasciste, precum salutul roman cu mâna ridicată, sau mijloacele fasciste, precum folosirea forțelor paramilitare pentru obținerea puterii prin forță. Hitler a încercat să de-a o lovitură de stat după modelul „Marșului asupra Romei” – puciul de la berăria Bürgerbräukeller
A fost o vreme în care, deși Hitler a încercat să se apropie de Mussolini, acesta din urmă să nu se arate interesat de stabilirea unor relații prietenești. Mussolini se opunea politicii antisemite a lui Hitler, în condițiile în care în chiar rândurile Partidului Fascist erau o serie de politicieni de frunte evrei, inclusiv amanta dictatorului italian, Margherita Sarfatti, directoarea direcție fasciste a artei și propagandei. Mai mult chiar, în rândurile italienilor obișnuiți erau puține voci care să susțină antisemitismul. Mussolini s-a opus eforturilor germane de anexare a Austriei după asasinarea președintelui austriac profascist Engelbert Dollfuss în 1934 și a promis chiar ajutor militar Austriei în cazul unei intervenții naziste. 

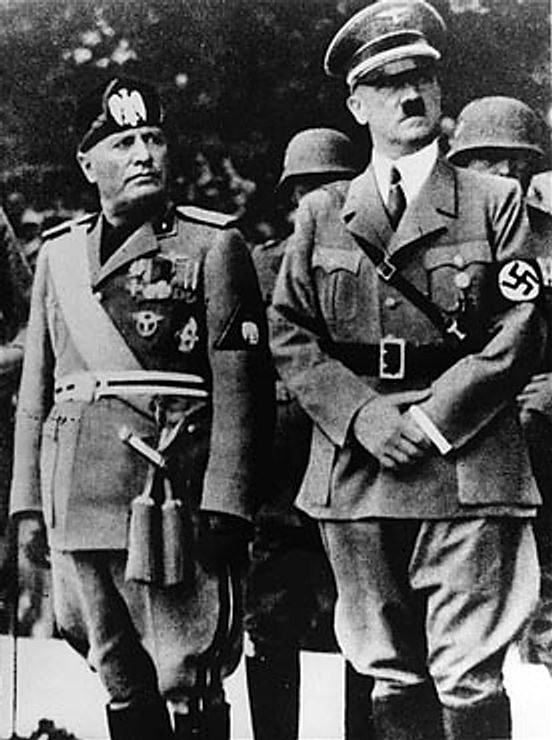
Hitler și Mussolini. Relațiile dintre cei doi dictatori s-au îmbunătățit după ocuparea de către Italia a Etiopiei

După ce Italia a fost izolată pe scena politică internațională în 1936, guvernul fascist nu a avut alternative și a fost obligat să coopereze cu autoritățile naziste. Cele două state au format în noiembrie 1936 o alianță cunoscută ca Axa Roma-Berlin, sau  mai simplu „Axa”, la care a aderat în 1940 și Imperiul Japonez.
După îmbunătățirea relațiilor cu Italia, Hitler a trecut la Anschluß, anexarea Austriei în 1938. Mai târziu, Hitler a pretins și a obținut de la Cehoslovacia regiunea Sudeților, locuită compact de germani. Mussolini, gelos pe succesele lui Hitler, a încerat să se asigure că Italia nu va deveni un aliat de mâna a doua și a hotărât anexarea Albaniei în 1939.
După anexarea Austriei în 1938, regimul fascist a început să fie preocupat de situația Tirolului de Sud, populat în majoritate de germani, care și-ar fi putut manifesta dorința de a se reuni cu Reichul. Fasciștii erau preocupați de asemenea de implicațiile pe care le-ar fi avut implementarea politicilor antievreiești în schimbul câștigării de favoruri din partea regimului nazist. În 1938, Mussolini a încercat șă-și camarazii să accepte emiterea unor legi antisemite, dar pentru moment decizia a fost amânată, dat fiind faptul că printre fasciști era și un număr de evrei, iar în rândurile populației italiene antisemitismul nu era un concept politic activ. Mussolini a încercat emiterea unor legi antisemite chiar în condițiile în care ginerele său și importantul conducător fascist Galeazzo Ciano condamna în mod deschis acțiunile împotriva evreilor. În schimbul emiterii unor legi antievreiești atât de nepopulare în Italia, Mussolini și fasciștii au pretins o concesiune din partea lui Hitler și a naziștilor și anume promisiunea Berlinului că nu va revendinca Tirolul de Sud și va fi de acord ori procesul de „italienizare” a etnicilor germani din regiune sau ce emigrarea lor din peninsulă. Hitler a acceptat acest târg.
Propaganda oficială a subliniat neîntrerupt prietenia dintre Mussolini și Hitler și similaritățile dintre fascismul italian și nazismul german. În ciuda înrudirii ideologice dintre fascism și nazism, Italia Fascistă a ajuns să fie atât de puternic legată de Germania Nazistă doar datorită dorinței de evitare a izolării internaționale și din nevoia de sprijin în lupta pentru expansiune a noului „Imperiu Italian”.

## Al doilea război mondial și încheierea existenței fascismului
Când Germania a invadat Polonia pe 1 septembrie 1939 și a declanșat al doilea război mondial, Italia nu s-a alăturat de la început luptei aliatului său ci a așteptat până pe 10 iunie 1940 să declare război Franței și Regatului Unit. Atât Germania cât și Italia nu se așteptau ca războiul cu Franța și Anglia să izbucnească atât de rapid. Italia în special avea nevoie de mai mult timp pentru a se reînarma și a-și reorganiza industria pentru producția de război. Chiar de la începutul luptelor, Italia a fost un partener subordonat Germaniei în războiul mondial.
Aliații occidentali erau  îngrijorați de prezența vaselor militarea ale Marinei Regale Ialiene, a patra flotă militară a vremii, în apele Mediteranei. 
În 1940, Marina Regală Britanică a lansat un atac surpriză asupra flotei italiene la Taranto, atac care a provocat pierderi importante italienilor. Deși italienii nu au provocat pierderi majore flotei aliate din Mediterana, totuși ei au reprezentat o continuă amenințare, care a menținut blocate importante forțe navale ale Commonwealthului blocate în regiune. Vasele militare ale Commonwealthului din Mediterana au trebuit să se asigure că forțele lor din Egipt și Orientul Mijlociu nu sunt izolate de restul forțelor aliate. În timpul războiului, flota aliată a reușit să distrugă forța navală italiană din Mediterana, singurul avantaj al Romei față de aliatul său german.
Primele indicații asupra statutului de subordonare a italienilor față de germani a apărut în timpul războiului greco-italian. Italienii au avut o companiei dezastruoasă în Grecia. Pentru a cuceri controlul asupra Balcanilor, germanii au intrat în conflict de partea italienilor, ceea ce a dus la distrugerea Regatului Iugoslaviei în 1941 și la alipirea Dalmației la Italia. Mussolini și Hitler au compensat compensated pierdrile teritoriale ale Croației prin crearea așa numitului Stat Independent al Croației, aflat sub conducerea naționaliștilor ustași. În schimbul cedării Dalmației și a unor insule din Marea Adriatică, Croația primea controlul teritoriului Bosniei și dreptul de a coloniza acest teritoriu în detrimentul etnicilor sârbi. În mod oficial, Croația era un regat aflat sub protectorat italian, condus nominal de monarhul Tomislav al II-lea, din Casa de Savoia. Tomislav al II-lea nu a venit niciodată însă în Croația, statul fiind condus practic de Ante Pavelić, liderul mișcării ustașilor. Italia deținea controlul asupra întregii coaste croate și, combinat cu controlul asupra Albaniei și Muntenegrului, îi asigura Italiei controlul asupra Mării Adriatice, fiind împlinirea primei faze a politicii fasciste de constituire a Mare Nostrum. Ustașii s-au dovedit aliați extrem de folositori italienilor și germanilor, fiind o forță importantă de luptă împotriva cetnicilor și partizanilor iugoslavi procomuniști.
În 1940, Italia a atacat Egiptul sub control britanic, dar a fost rapid respinsă spre bazele de plecare din Libia de contraatacurile forțelor  Commonwealthului. Germanii au trimis în Africa de nord în sprijinul italienilor unitățile militare cunoscute ca Afrika Korps, aflate sub comanda generalului Erwin Rommel. Victoriile din Africa de nord ale Axei sunt atribuite în totalitate lui Rommel. Forțele italiene s-au aflat într-o situație de subordonare în Africa de nord din cauza mai bunei dotări și a experienței superioare a germanilor. În 1942, Italia controla oficial un teritoriul uriaș de-a lungul țărmului Mediteranei. După colapsul Regimului de la Vichy, Italia a obținut controlul asupra Corsicăi, regiunii orașului Nisa și altor puncte din sud-vestul Franței. În ciuda cuceririlor teritoriale importante, „Imperiul Italian” din 1942 nu era decât castel din cărți de joc: economia italiană nu reușise să se adapteze la condițiile de război, orașele italiene era bombardate de aviația aliată, iar armata italiană nu reușise să câștige vreo luptă fără ajutorul germanilor. În ciuda succeselor lui Rommel din 1941 și începutul anului următor, campania din Africa de nord s-a încheiat cu un dezastru la sfârșitul anului 1942. Sfârșitul dominației italiene în Africa de nord a intervenit în 1943, când armatele italo-germane au fost evacuate în Sicilia.

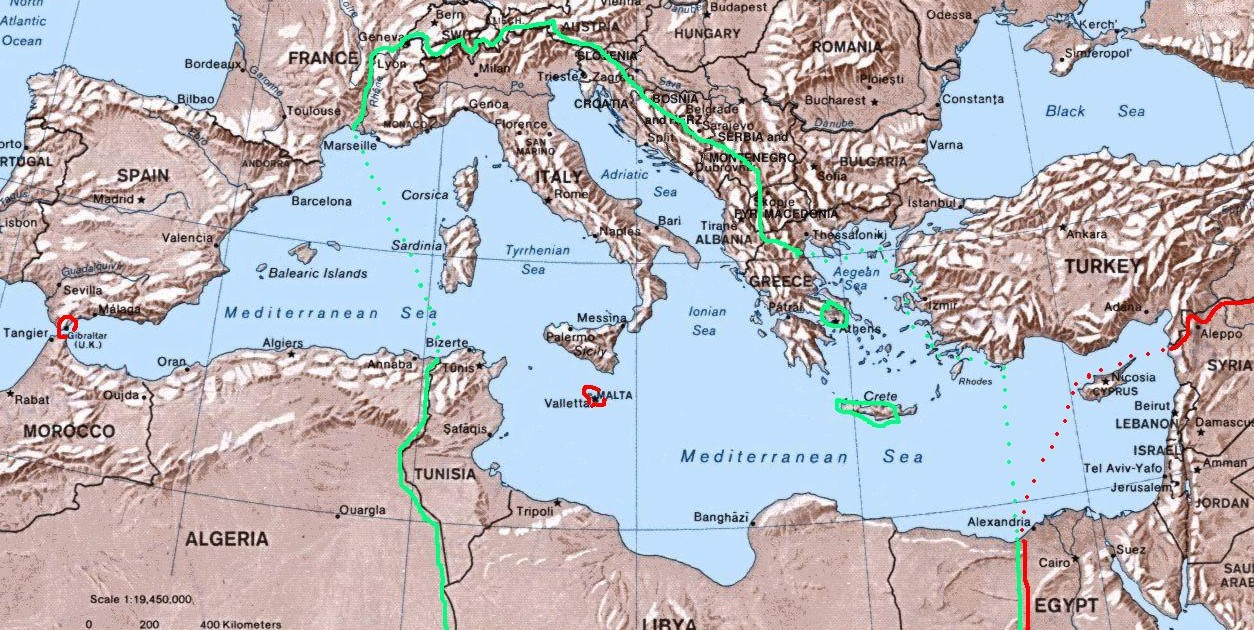
Controlul maxim al Italiei în regiunea Mediteranei (cu linie sau puncte verzi) – primăvara-toamna anului 1942. Zonele britanice de control sunt subliate cu roșu.

În 1943, Aliații occidentali au declanșat invadarea Siciliei ca prim pas pentru scoaterea Italiei din război și stabilirea unui cap de pod în Europa. Trupele aliate au debarcat în Sicilia și în fazele inițiale au întâmpinat o rezistență redusă din partea forțelor italiene. Situația s-a schimbat în momentul în care aliații au întâlnit în luptă forțele germane staționate în insulă. Această invazie a crescut dependența italienilor de ajutorul militar al germanilor.

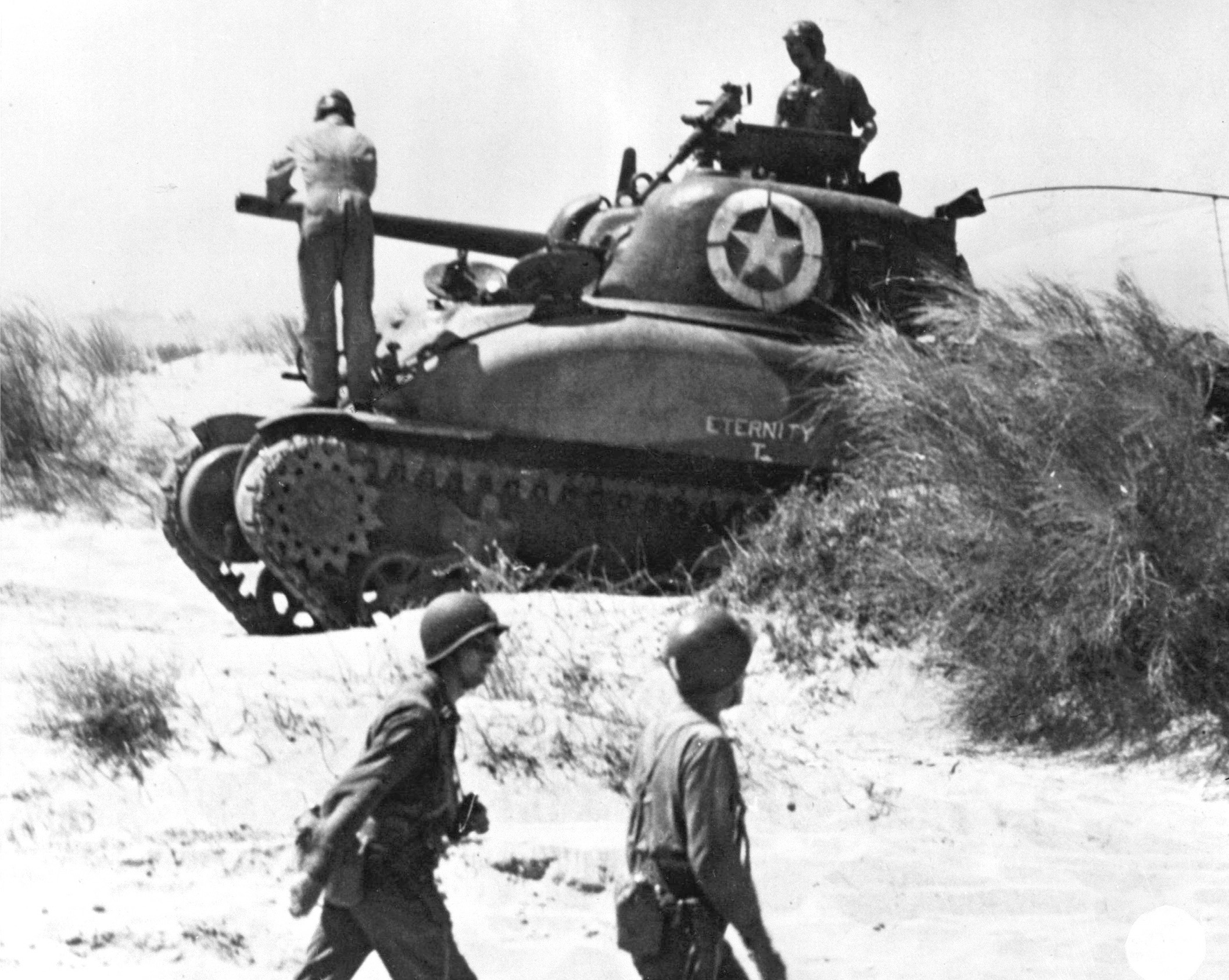
Un echipaj american își verifică tancul M4 Sherman după debarcarea pe „Plaja Roșu 2”, pe 10 iulie 1943

În 1943, Mussolini pierduse sprijinul populație datorită dezastrelor de pe fronturilor de luptă și din cauza situației  economice grele din țară. Devenise evident pentru toată lumea că Mussolini împinsese Italia în război în condițiile în care forțele armate erau slab instruite și înarmate, iar economia nu era pregătită să facă față condițiilor de război. situația dificilă în care ajunsese țara i-a făcut pe regele Victor Emmanuel și pe unii dintre liderii importanți ai Partidului Fascist să se gândească la înlocuirea de la putere a lui Mussolini. Marele Consiliu al Fascismului, sub președinția lui Dino Grandi, a votat în favoarea înlocuirii lui Mussolini din funcția de lider al partidului. A doua zi, regele l-a demis pe Mussolini din funcția de premier și l-a înlocuit cu mareșalul Pietro Badoglio. După demitere, Mussolini a fost imediat arestat. Noul guvern al lui Badoglio a scos în afara legii Partidul Fascist. Italia a semnat o convenție de armistițiu cu Aliații (8 septembrie 1943), pentru ca mai apoi să treacă de partea Aliaților în luptele împotriva Germaniei, care ocupase regiunile sudice și nordice ale țarii.
Controlul lui Mussolini asupra teritoriului italian nu s-a încheiat însă odată cu ieșirea Italiei din Axă. Parașutiștii germani au reușit să-l localizeze și mai apoi să-l elibereze pe Il Duce. Mussolini a înființat cu ajutorul germanilor un stat efemer – Republica Socială Italiană (RSI). Forțele armate ale RSI erau o combinație dintre unitățile paramilitare ale loialiștilor fasciști, unități proaspăt recrurtate din zona de nord a Italiei și unități germane. În aprilie 1945, partizanii l-au capturat pe Mussolini și pe unii dintre colaboratorii săi. Pe 28 aprilie, Mussolini, amanta lui și alți 15 colaboratori fasciști au fost executați și trupurile lor au fost expuse într-o piață din Milano, spânzurate de picioare. Pe 2 mai 1945, ultimele trupe germane din Italia au capitulat.

## Proclamarea Republicii Italiene
La sfârșitul celui de-al doilea război mondial, Italia era distrusă din punct de vedere economic și divizată din punct de vedere social. Majoritatea populației era nemulțumită de sprijinul pe care monarhia îl asigurase regimului fascist în ultimele două decenii. Italienii erau furioși datorită umilințelor la care fuseră supuși după ocuparea țării de către germani și mai apoi de către aliați.
Chiar și mai înainte de venirea la putere a fasciștilor, populația italiană considera că monarhia era slabă și permisese divizarea țării în nordul bogat și sudul sărac. Primul război mondial adusese puține beneficii Italiei și era considerat în peninsulă drept rampa de lansare a fascismului. Toate aceste nemulțumiri au dus la renașterea sentimentelor republicane.
După abdicarea regelui Victor Emmanuel al III-lea în 1946, noul rege Umberto al II-lea era amenințat cu izbucnirea unui război civil și a trebuit să convoace un referendum  asupra formei de guvernământ a Italie. Pe 2 iunie 1946, tabăra republicană a câștigat 52% dintre voturile participanților la referendum, iar Italia a fost proclamată republică. Umberto al II-lea a abdicat, iar bărbaților Casei de Savoia le-a fost interzisă intrarea în Italia începând cu anul 1948. Italia a renunțat la această interdicție doar în anul 2002.

## Structura forțelor armate
Regele Italiei era comandantul suprem al Armatei și al Marinei Regale Italiene. 
- Regio Esercito (Armata Regală – forțele terestre)
- Regia Marina (Marina Regală)
- Regia Aeronautica (Forțele Aeriene Regale)
- Milizia Volontaria per la Sicurezza Nazionale (Miliția Voluntară pentru Securitate Națională – „cămășile negre”).